# Oswaldtwistle
Oswaldtwistle er en by ved Leeds and Liverpool kanalen i Lancashire, England med 11.803(2011) indbyggere, ca. 5 km ØSØ for Blackburn.
I 1750 fødtes Sir Robert Peel, fabrikant, baron og fader til den senere britiske premierminister (1834-1835 og 1841-1846) af samme navn, i landsbyen Peelfold nær Oswaldtwistle.